# 브렛 해리슨
브렛 해리슨(Bret Harrison, 1982년 4월 6일 ~ )은 미국의 배우이다.

## 출연 작품
- 애스트로넛 와이브즈 클럽 (2015)
- 씨 유 인 발할라 (2015)
- 브레이킹 인 시즌2 (2012)
- 시카고 8 (2011)
- 마디그라 세 남자의 여행 (2011)
- 브레이킹 인 (2011)
- 브이 1 (2009)
- 딜-투페어 (2008)
- 리퍼 (2007)
- 홈 시큐리티 (2003)
- The O.C. (2003)
- 요절복통 70 쇼 (1998)